# Sedgehill and Semley
 (septembre 2023).
Sedgehill and Semley est une paroisse civile du Wiltshire, en Angleterre.